# Ngựa Cerbat Mustang
Ngựa Cerbat Mustang là một giống ngựa hoang có nguồn gốc ở Arizona. Nguồn gốc thực sự của Cerbat Mustang không rõ ràng, nhưng chúng đã được xác định bằng xét nghiệm DNA rằng có tổ tiên là Ngựa Tây Ban Nha thuộc địa và được công nhận bởi cơ quan đăng ký Mustang Tây Ban Nha. Cerbat có thể [phi nước kiệu.

## Lịch sử
Có giả thuyết cho rằng rằng Cerbat Mustang là hậu duệ từ của Ngựa Mustang Tây Ban Nha mang đến Hoa Kỳ vào những năm 1500. Các giả thuyết khác là họchúng đến khu vực này vào những năm 1700 hoặc bị nông dân bỏ hoang vào đầu những năm 1800. Giống ngựa này đã được xét nghiệm máu và được xác định là của hậu duệ của ngựa Tây Ban Nha thuộc địa và được mô tả là loại "cổ điển Andalusia".
Đàn ngựa Cerbat được ghi nhận được thành lập vào năm 1860. Năm 1971, số lượng ngựa đã giảm đáng kể trong một đợt hạn hán khi các chủ trang trại chăn nuôi bắn nhiều con ngựa tự do, tin rằng họ đang cạnh tranh với gia súc vì nguồn nước khan hiếm. Vào thời điểm đó, khoảng 18 con ngựa Cerbat đã bị bắt và được bảo tồn trong đàn ngựa thuộc sở hữu cá nhân. Sau thời gian trôi qua, khoảng 20 con ngựa đã được tìm thấy ở lại trong khu vực. Năm 1990, một quần thể hoang dã còn sót lại đã được phát hiện bởi Cục Quản lý đất đai và xét nghiệm máu xác định rằng chúng có liên quan đến những con vật đã được bảo tồn trong đàn ngựa thuộc sở hữu cá nhân.
Tên của giống ngựa này xuất phát từ Dãy núi Cerbat, nơi đàn Cerbat sinh sống.